# Буйвид, Вита
Вита Бу́йвид (собственно Виктория Викторовна Буйвид; род. 11 мая 1962, Днепропетровск) — российский фотограф и художница. Мать Анны Буйвид.

## Биография
Окончила филологический факультет Днепропетровского университета (1988), затем переехала в Ленинград. С 2000-х годов живёт в Москве. Преподавала в Гётеборгском университете, ряде российских учебных заведений. Фотодиректор журнала «Русский пионер», также публикуется в нём как колумнист.
Выставляется с 1990 года. В 1993 году приняла участие в коллективной выставке «ФОТОpostscriptum» в Мраморном дворце (филиал Русского музея, куратор Д. Виленский) — первой в Санкт-Петербурге фотовыставке в пространстве художественного музея, откуда работы Буйвид и Людмилы Федоренко были взяты на выставку «ФОТО-улучшение» (Новое искусство из Москвы и Санкт-Петербурга" (англ. PHOTO-reclamation (new art from Moscow and Saint Petersburg)) в Лондоне и Саутгемптоне (1994—1995); каталог британской выставки открывался интервью с Буйвид. Персональные выставки в галереях Москвы, Петербурга, США, Германии, Эстонии. Работы в собрании Русского музея. В 2009 г. номинирована на премию Кандинского с проектом «Как я провёл лето» — по мнению критика В. Михайловской, сочетающим гражданскую злободневность с остраняющей рефлексией по этому поводу. В 2011 г. выставкой Буйвид открылась галерея «Арткоммуналка» в Коломне. В 2018 году Вита вошла в жюри конкурса «Молодые фотографы России».

## Творчество
В середине 1990-х годов Вита Буйвид перешла, по большей части, от чистой фотографии к смешанной технике, вводящей в фотографию элементы акварели, аппликации, коллажа. Уже в 1999 г. работы Буйвид на стыке фотографии и компьютерных технологий высоко оценил Александр Боровский.
Тематически многие работы Буйвид посвящены деконструкции телесного: И. С. Кон в связи с серией «Мужчина в ванной» (2000) квалифицирует творчество Буйвид как «феминистское искусство», демифологизирующее канон маскулинности.

## Персональные выставки
| 2013 | «Акты гражданского состояния» Карась Галерея. Киев |
| 2011 | «Если хочешь плавать — плавай». Галерея RuArts. Москва «Трудодни». Музей истории фотографии. Санкт-Петербург «Корпоративный сон». Галерея Дмитрия Семенова. Санкт-Петербург «Piccolo Amore» Карась Галерея. Киев |
| 2010 | «Люби меня как я тебя». Карась Галерея. Киев «Акты гражданского состояния». AL Gallery. Санкт-Петербург |
| 2009 | «Сонник». Карась Галерея. Киев Vita Aperte. Галерея RuArts. Москва «Корпоративный сон». Галерея Файн Арт. Москва                                                                                                 |
| 2008 | «Как я провел лето». Галерея АРТСтрелка — projects. Москва «Методы исследования орнамента». Галерея Дмитрия Семёнова. Санкт-Петербург                                                                            |
| 2007 | «Фототрикотаж». Музей современного искусства. Москва Piccolo Amore. Artistico Gallery. Москва |
| 2006 | «Быстрые сны». Галерея Глаз. Москва «Familia». Музей Сновидений Зигмунда Фрейда. Санкт-Петербург «Территория любви». МДФ. Фотобиеннале. Москва «Париж. Красный». Музей архитектуры им. Щусева. Москва            |
| 2005 | «Звонок». Галерея Сельская жизнь. Санкт-Петербург |
| 2003 | «Пятница, 13-е». МДФ. Биеннале «Мода и стиль в фотографии». Москва |
| 2002 | «Antifashion». White space gallery. Лондон |
| 2001 | «8+3=10». Галерея James. Москва «Империя в вещах». Московский центр искусств |
| 1998 | Университет Rutgers. США |
| 1997 | «Мужчины в ванне». Галерея 21. Санкт-Петербург «Люби меня как я тебя». Галерея Werdermann art. Гамбург |
| 1996 | «Весталки». Новая Академя Изящных Искусств. Санкт-Петербург «Соло для контрабаса». Центр современного искусства Дж. Сороса. Санкт-Петербург                                                                      |
| 1995 | Гёте-институт. Москва |
| 1994 | Фото-центр De Moor. Амстердам Салон искусств Dolberg. Берлин Галерея Photo Medium Art. Вроцлав. Польша «Мания величия». Институт современного искусства. Санкт-Петербург                                         |
| 1993 | Галерея Ann Westin. Стокгольм |
| 1991 | Художественный музей Таллина. Эстония Художественный музей Нарвы. Эстония |
| 1990 | Дом учёных. Днепропетровск |

## Коллекции
- Музей архитектуры им. Щусева. Москва
- Московский дом фотографии
- Государственный Русский Музей. Санкт-Петербург
- Музей фотографических коллекций. Москва
- Музей органической культуры. Коломна
- Музей современного искусства Киасма. Хельсинки
- Музей изящных искусств. Нью-Мехико
- Коллекция Форбса. Navigator foundation. Бостон
- «Русскоее Полее». Коллекция 2×3 м. Берлин
- Новая Академия. Санкт-Петербург
- Коллекция Harry Ransom. Центр гуманитарных исследований Техасского университета